# مصنف استنباطي
المصنف الاستنباطي هو نوع من محركات الاستدلال للذكاء الاصطناعي. فهو يأخذ مجموعة من التصريحاتِ (بالإنكليزية: declarations) مدخلاتٍ في لغة إطارية حول مجال مثل البحث الطبي أو الحيوي الجزيئي. على سبيل المثال، أسماء الفئات والفئات الفرعية والخصائص والقيود المفروضة على القيم المسموح بها. يحدد المصنف ما إذا كانت التصريحات المختلفة متسقة منطقيًا، وإذا لم تكن كذلك فسوف يسلط الضوء على التصريحات غير المتسقة المحددة والتناقضات فيما بينها. إذا كانت التصريحات متسقة، فيمكن للمصنف بعد ذلك تأكيد معلومات إضافية بناءً على المدخلات. على سبيل المثال، يمكنه إضافة معلومات حول الفئات الموجودة، وإنشاء فئات إضافية، وما إلى ذلك. وهذا يختلف عن محركات الاستدلال التقليدية التي تؤدي إلى تفعيل شروط إذا وثم في القواعد.